# The Elder Scrolls III: Tribunal
The Elder Scrolls III: Tribunal (укр. Стародавні сувої III: Трибунал) — доповнення до відеогри The Elder Scrolls III: Morrowind, що вийшло 6 листопада 2002 та видане розробником Bethesda Softworks. Сюжет доповнення частково пов'язаний з сюжетом основної гри, проте лише в окремих моментах з ним перетинається. Сюжет основної гри ніяким чином не впливає на проходження цього доповнення. Метою доповнення є участь в інтригах при дворі короля Хелсета та храмі Трибуналу в їх спробах зміцнити свою владу. Усі події відбуваються в столиці Морнхолді, каналізації під містом, підземних руїнах Старого Морнхолда та у володіннях Сота Сіла.

## Сюжет
Після спроби поспати на головного героя нападає член таємного ордену найманих вбивць «Чорне Братство» і у щоденнику головного героя з'являється відповідний запис. Пошуки замовника вбивства приводять героя у місто-фортецю Морнхолд, де триває боротьба за владу між королем Хелсетом, що нещодавно прийшов до влади, членом Трибуналу живим богом Альмалексією та іншим богом Трибуналу Сота Сілом. Виконуючи завдання перших двох головний герой дізнається про смерть Сота Сіла від рук Альмалексії та про її спробу будь-якою ціною отримати владу в зв'язку з втратою божественної сили. В результаті головному герою доводиться вбити Альмалексію, знищити місцевий осередок «Темного Братства» і довідатись про те, що замовником його вбивства є сам король Хелсет.

## Ігровий процес
The Elder Scrolls III: Tribunal не вносить суттєвих змін в ігровий процес, окрім зміни принципу дії щоденника та заборони левітації на території Морнхолда. В грі з'являються додаткові предмети — декілька комплектів броні та зброї, нові артефакти, в Морнхолді є торговці камінням душ, маги, що володіють магією підвищення умінь, музей артефактів та інше. Окрім основної сюжетної лінії доповнення, що включає виконання завдань Хелсета та Альмалексії, є побічні квести, що дозволяють отримати корисні предмети та супутників.